# Silvestre Revueltas
Œuvres principales
Homenaje a Federico García Lorca
Silvestre Revueltas, né à Santiago Papasquiaro le 31 décembre 1899 et mort à Mexico le 5 octobre 1940, est un compositeur, chef d'orchestre et violoniste mexicain. L'héritage musical de Revueltas est d'une valeur artistique incommensurable. Il est considéré comme l'un des auteurs les plus originaux du XXe siècle de son pays. 

## Biographie
Né en 1899, fils de José Revueltas et de Romana Revueltas née Sánchez, Silvestre Revueltas est le frère du peintre Fermín Revueltas, de l'écrivain José Revueltas et de l'actrice Rosaura Revueltas. Doué pour la musique, il apprend le violon et entre en 1913 dans le cours de composition de Rafael Tello au conservatoire national de Mexico.
Entre 1917 et 1920, il poursuit ses études de violon et de composition à l'université de musique de Chicago (Chicago Musical College) sous la direction de Félix Borowsky. 
Il rencontre le compositeur Carlos Chávez en 1925. Alors que Silvestre Revueltas vit comme musicien de théâtre et de cinéma, Carlos Chávez l'engage en 1928 comme professeur de violon au conservatoire national de musique et dans l'orchestre symphonique de Mexico, en tant que sous-directeur.
À partir de 1929, il se consacre de plus en plus à son activité de compositeur, tout en jouant comme soliste et en dirigeant occasionnellement l'orchestre symphonique de Mexico. En 1933, il est nommé directeur du conservatoire, mais ne reste que deux mois, et ne garde que la direction de l'orchestre du conservatoire.
Membre de la Ligue des écrivains et artistes révolutionnaires, il part en 1937 dans l'Espagne en guerre, dans le cadre du 2e Congrès international d'écrivains pour la défense de la culture. Accompagnant Octavio Paz et Elena Garro, il y rencontre Pablo Neruda, Rafael Alberti et Nicolás Guillén. Il donne plusieurs concerts en Espagne et voyage en France. Il désire aller en URSS mais, par manque d'argent, doit rentrer au Mexique. Octavio Paz et Elena Garro lui offrent son billet de retour pour Veracruz.
En 1939, il  est interné en hôpital psychiatrique pour des problèmes d'alcoolisme. Il y écrit un Journal du sanatorium. Il compose plus que jamais, mais il meurt en 1940 des suites d'une bronchopneumonie. Ses restes reposent dans la Rotonde des Hommes illustres (au Panthéon civil des douleurs à Mexico).

## Musique
Son œuvre se caractérise par un sens exceptionnel du rythme, inspiré du folklore mexicain, surtout des cérémonies, spécifiques à ce pays, du « Jour des Morts ».
Ses compositions les plus ambitieuses (Ventanas pour grand orchestre, Sensemayá pour grand orchestre, La noche de los mayas, à l'origine une musique de film) se caractérisent par une débauche d'effets percussifs, qui, dans le dernier mouvement de « La Noche », atteignent un niveau littéralement délirant tant dans la variété que dans la quantité des instruments requis. Mais il a aussi écrit des œuvres plus modestes dans la forme quoique tout aussi ambitieuses dans le fond, dont le mystérieux et très séduisant octuor Ocho por Radio.
Très au fait de la musique de son temps, Revueltas (qui a aussi dédié une œuvre à la mémoire de Federico García Lorca) était le premier grand compositeur moderne de son pays.
Son œuvre a été comparée à celle d'Igor Stravinsky. Des compositeurs tels qu'Edgard Varèse et Aaron Copland ont exprimé leur admiration pour sa musique.

## Principales œuvres musicales

### Musique orchestrale
- Batik (1926)
- Pieza para orquesta (1929)
- Cuauhnáhuac (1931)
- Madrigal (1931)
- Esquinas (1931)
- Ventanas (1931)
- Colorines (1932)
- Alcancías (1932)
- Janitzio (1933)
- Troka (1933)
- Caminos (1934)
- Danza Geométrica (1934)
- Sensemayá (1938)
- Música para Charlar (1938)
- Hora de Junio (1938)
- Itinerarios (1938-1939)
- Toccata (non daté, publié en 1959)

### Musique de chambre
- El afilador (1924)
- A manera de preludio para violín y piano (1924)
- Cuatro pequeñas piezas para trio de cuerdas (1929)
- Quatuor à cordes no 1 (1930)
- Quatuor à cordes no 2 (1931)
- Quatuor à cordes no 3 (1931)
- Quatuor à cordes no 4 (1932)
- Tres piezas para violin y piano (1932)
- Toccata (sin fuga) (1933)
- Ocho por radio (1933)
- Planos (1934)
- Homenaje a Federico García Lorca (1936)
- Dos pequeñas piezas serias (1938)

### Musique de scène et de film
- El renacuajo paseador (1933)
- Redes (1935)
- ¡Vámonos con Pancho Villa! (1936)
- Ferrocarriles de Baja California (1938)
- La noche de los mayas (1939)
- Bajo el signo de la muerte (1939)
- La Coronela (ballet) (1939-1940)
- Este era un Rey (1940)
- Los de abajo (1940)

### Musique vocale
- Elegia (1926)
- Dúo para pato y canario (1931)
- El Tecolote (1932)
- Parián para coro y orquesta (1932)
- Amiga que te vas (1936)
- Caminando (1937)
- Canto a una muchacha negra (1938)
- Cinco canciones de niños y dos canciones profanas (1938-1939)
- Mexico en España

### Piano
- Allegro (1939)
- Canción